# 交響曲第4番 (ハイドン)
交響曲第4番 ニ長調 Hob. I:4 は、フランツ・ヨーゼフ・ハイドンが作曲した交響曲。
初期の交響曲のひとつであり、自筆楽譜は残っていないが、フュルンベルク・コレクションに信頼性の高い筆写譜が残っていることから、エステルハージ家以前、ボヘミアのモルツィン伯爵に仕えていた時期（1757年から1760年頃）の作品と考えられる。

## 編成
オーボエ2、ホルン2、第1ヴァイオリン、第2ヴァイオリン、ヴィオラ、低音（チェロ、ファゴット、コントラバス）。

## 曲の構成
演奏時間は約15分。交響曲第1番同様、初期に多く見られる「急-緩-急」の3楽章構成で、やや類型的な作品だが、第2楽章の第2ヴァイオリンの「影のような動き」や第3楽章の  に工夫が見られる。
- 第1楽章 プレスト
ニ長調、4分の4拍子、ソナタ形式。

提示部では型どおりイ長調に転調した後に、9小節にわたるイ短調の部分を経る。

- 第2楽章 アンダンテ
ニ短調、4分の2拍子。

当時のハイドンの他の交響曲と同様、緩徐楽章は弦楽器のみで演奏される。ヴァイオリンは弱音器をつけるが、第2ヴァイオリンがシンコペーションの音型を繰り返す中、第1ヴァイオリンが旋律を演奏する。同様の形式は交響曲第11番のメヌエットのトリオにも見られる[1]。

- 第3楽章 フィナーレ：テンポ・ディ・メヌエット
ニ長調、8分の3拍子、ソナタ形式。
「メヌエットの速さで」（Tempo di Menuetto）と指示されているが、当時の3楽章形式の交響曲のフィナーレと同様に8分の3拍子で書かれている。展開部の後半で同じ音型を繰り返しながら  で消え行くように演奏される箇所が印象的である。